# Julia Pardoe
Julia Pardoe, född 4 december 1804 i Beverley, död 26 november 1862 i London, var en brittisk författare. Hon skrev poesi, noveller och historia, men är mest känd för sin reseskildring av osmanska riket, City of the Sultan and Domestic Manners of the Turks (1836), där hon skildrade den osmanska överklassen med sympati, och som blev en storsäljare. 